# Supercopa de la CAF 2007
La Supercopa de la CAF 2007  fue la 15.ª edición de la Supercopa de la CAF, que enfrentó al Al-Ahly de Egipto, campeón de la Liga de Campeones de la CAF 2006, y el Étoile du Sahel de Túnez, campeón de la Copa Confederación de la CAF 2006.
El encuentro se disputó en el Estadio de Adís Abeba, en Etiopía. El Al-Ahly se impuso por 5-4 en la tanda de penaltis y revalidó el título, convirtiéndose en el segundo equipo que gana el torneo por tercera vez tras el Zamalek SC.

## Equipos participantes
En negrita ediciones donde el equipo salió ganador.
| Equipo          | Vía de clasificación                            | Participaciones previas |
| --------------- | ----------------------------------------------- | ----------------------- |
| Al-Ahly         | Campeón de la Liga de Campeones de la CAF 2006  | 3 (1994, 2002, 2006)    |
| Étoile du Sahel | Campeón de la Copa Confederación de la CAF 2006 | 2 (1998, 2004)          |

## Ficha del partido
| 18 de febrero | Al-Ahly | 0:0 (5:4 p.) | Étoile du Sahel | Estadio de Adís Abeba, Adís Abeba |  |
|               |         |              |                 | Árbitro(s): Lassina Pare          |  |

|                             |
| Bandera de Egipto           |
| Campeón Al-Ahly 3.er título |